# Maurice Renaud (Radsportler)
Maurice Victor Renaud (* 2. Juni 1909 in Paris; † 17. Juni 1968 ebenda) war ein französischer Radrennfahrer und nationaler Meister im Radsport.

## Sportliche Laufbahn
Renaud war im Straßenradsport und im Bahnradsport aktiv. Er war Teilnehmer der Olympischen Sommerspiele 1924 in Paris. Bei den Bahnwettbewerben wurde Frankreich mit Maurice Renaud, Lucien Choury, René Guillemin und René Hournon Vierter in der Mannschaftsverfolgung. Der Vierer unterlag gegen Belgien im Lauf um die Bronzemedaille. Die nationale Meisterschaft in der Mannschaftsverfolgung gewann er 1928. 
Auf der Straße gewann er 1929 Paris–Reims und Paris–Le Mans.

## Familiäres
Sein Neffe Marcel Renaud war ebenfalls Radrennfahrer und Olympiateilnehmer.